# Couvent des Annonciades Célestes (Joinville)
Le couvent des annonciades célestes est un ancien couvent fondé au milieu du XVIe siècle et reconstruit dans la seconde moitié du XVIIIe siècle à Joinville (Haute-Marne) en Champagne (actuelle région Grand Est). Il est inscrit au titre des monuments historiques depuis 1994.

## Histoire

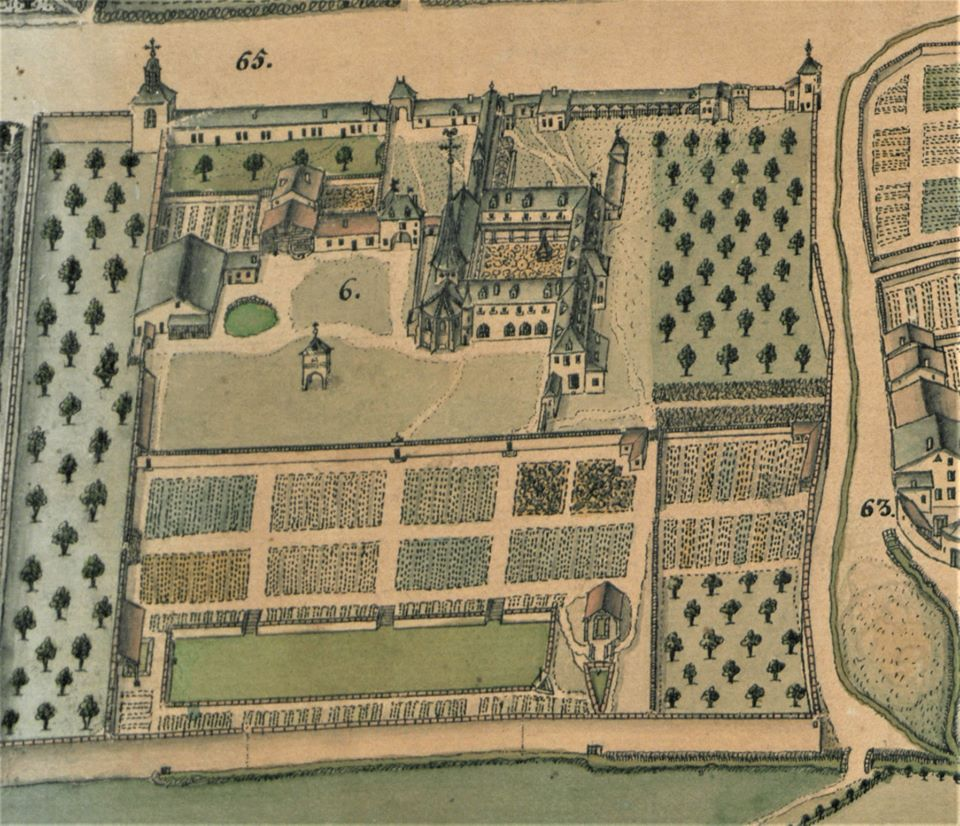
1750 : quatrième représentation connue du couvent et probablement la plus précise sous l'Ancien Régime, au temps des bénédictines et avant l'incendie de 1756 (extrait du "Plan de Joinville" dit de Contenot ; Hôtel de Ville de Joinville)

### Des origines bénédictines: 1550 - 1792
Fondé aux alentours de 1550/1555 par Antoinette de Bourbon, épouse de Claude de Lorraine, premier duc de Guise, l'actuel couvent dit des annonciades célestes, est alors un prieuré de bénédictines placé sous le vocable de Notre-Dame de la Pitié. Le Stabat Mater chanté par les religieuses le vendredi attire une foule de fidèles.
Ayant donné son nom à la rue éponyme qui le relie au centre historique de Joinville, ce prieuré est rattaché à une abbaye royale de Reims.
Des bâtiments de la Renaissance il ne reste rien ou presque car un terrible incendie ravagea le monastère en 1756. L'ensemble est reconstruit à partir de 1760.
C'est en grande partie cette construction d'architecture classique sobre que l'on admire aujourd'hui : escalier monumental, réfectoire, cuisine, façades principales...
La Révolution française achèvera cette première période qui aura duré plus de deux siècles. Entre 1790 et 1792 les sœurs bénédictines quittent les lieux.

### Une période troublée: 1793 - 1839
Avec le départ des moniales bénédictines c'est une période trouble qui débute et qui durera un demi-siècle.
Assez peu d'informations sont connues à ce jour sur les événements de ces décennies.
Le couvent est vendu à la Révolution et détruit partiellement (abbatiale, cloître...). L'édifice est acheté en 1799 par la commune de Joinville pour un éventuel casernement, enfermement de prisonniers et même stockage de produits agricoles. De nombreuses utilisations semblent avoir eu lieu et les recherches à venir devraient en apprendre davantage sur le sujet. Dégradé, il échappe cependant à la destruction.
Le monastère de la Pitié devra attendre le XIXe siècle pour enfin connaître sa résurrection.

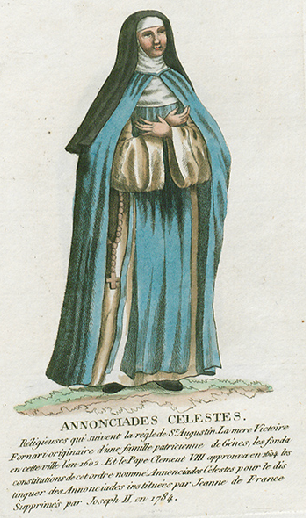
Religieuse annonciade céleste en habit

### Les annonciades célestes: 1840 - 1975
C'est en 1840 qu'une congrégation de moniales annonciades célestes (dites « filles bleues », à ne pas confondre avec les annonciades fondées en France par Jeanne de Valois en 1501) vient s'établir en ces lieux.
Si des annonciades célestes sont présentes sous l'Ancien Régime dans la cité (le monastère fondé en 1621 était situé à proximité de l'actuelle rue Aristide Briand), cette communauté vient de Saint-Denis (région parisienne) où elle a été fondée en 1629. Parvenant à traverser la Révolution française, elle cherche un lieu plus vaste et pour cela s'établit à Joinville en 1840. L'arrivée se fait à une période plus favorable au retour des ordres religieux. Si les bâtiments sont encore en partie debout, ils sont dégradés d'une part, et à adapter à un nouvel ordre religieux d'autre part. Ainsi, une période de grands travaux débute rapidement pour l'emménagement de la communauté en ces lieux : aménagement d'une chapelle (l'abbatiale étant détruite), rénovation des cellules, construction d'un oratoire, d'une infirmerie...
Les annonciades célestes resteront 135 ans en ces lieux. De leur présence, les bâtiments conservent les traces matérielles, tandis que la population garde un souvenir de ce monastère clos et peu accessible, mais familier.

### Depuis 1976
Les religieuses quittent leur couvent entre 1969 et 1975 par manque de vocations, après plus de trois siècles de présence à Joinville. Elles regagnent le couvent de Langres, encore en fonction à cette époque. Le couvent est alors acheté par l'association Saint-Pie V de Champagne et est géré par la Fraternité sacerdotale Saint-Pie-X qui y rassemble les fidèles attachés au culte traditionnel en latin d'avant le concile de Vatican II.
Il est inscrit aux titre des monuments historiques par arrêté du 2 août 1994 en ce qui concerne les façades et toitures, le réfectoire lambrissé, l'ancienne cuisine (pièce à pilier central), les caves et la cage d'escalier à la rampe en fer forgé.
L'édifice a abrité de 1994 à 1999 la communauté des rédemptoristes transalpins, avant leur déménagement en Écosse, à Papa Stronsay.
En 2019, il est acheté par des propriétaires privés qui entament une restauration des lieux et ouvrent aux visites à partir de 2020.

## Architecture
L'ancien couvent des annonciades célestes de Joinville se compose principalement de deux ailes construites dans les années 1760. Leurs élévations extérieures, sobres et élégantes, en font un bel exemple de l'architecture monastique d'inspiration classique.
Bien qu'il ait été remanié au XIXe siècle, l'édifice conserve un escalier monumental, un réfectoire lambrissé et d'autres espaces remarquables datant du XVIIIe siècle, comme une ancienne cuisine organisée autour d'un pilier central ou les caves.
Peu visible depuis la rue (où on trouve une troisième aile, souvent qualifiée d'aumônerie, très remaniée au XIXe siècle), l'ensemble architectural se développe au sein d'un parc d'un hectare où se trouvent un oratoire de 1851 et un vivier.

## Photographies du couvent

Photos du couvent en 2019
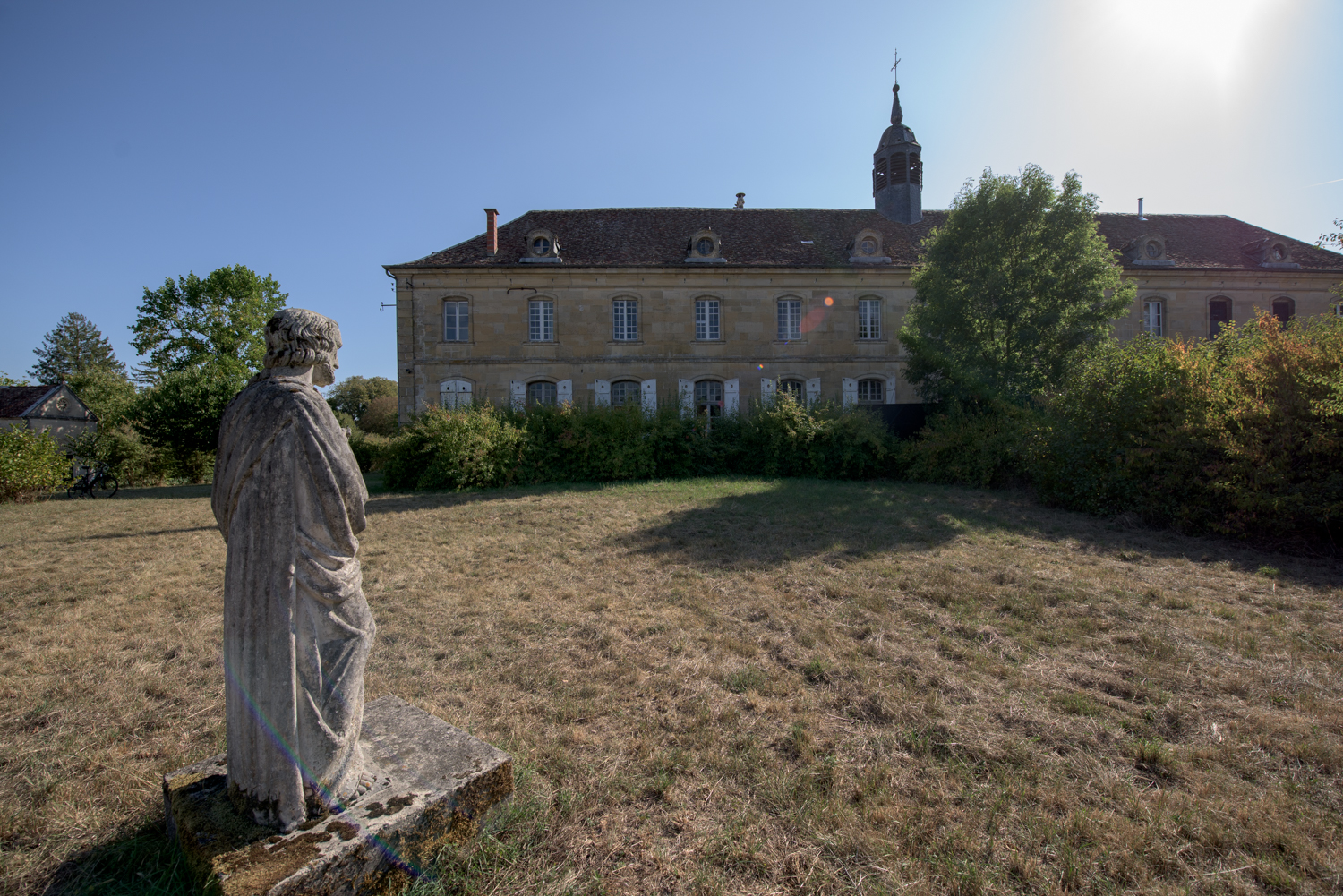
Aile Nord et son campanile
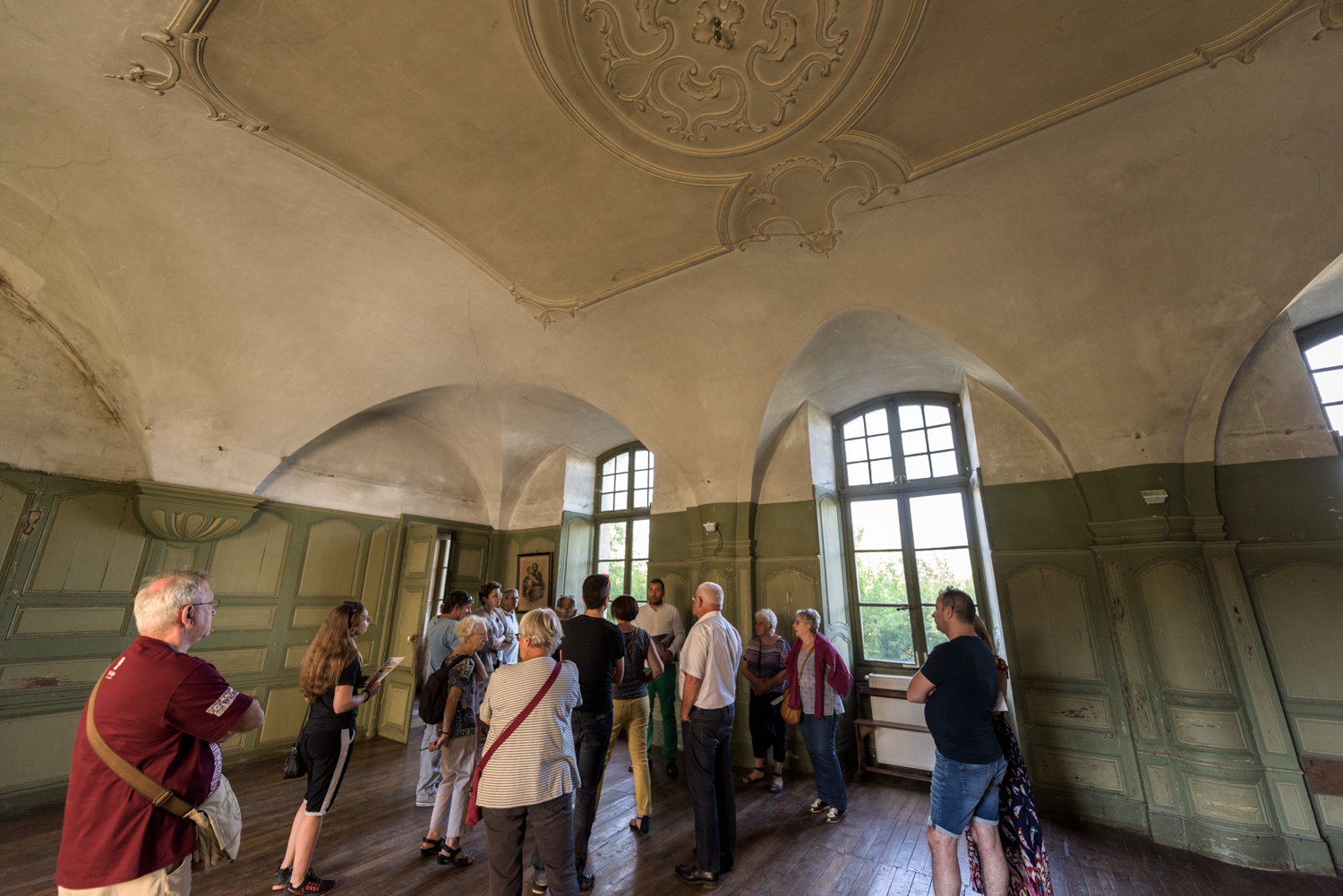
Le réfectoire en visite guidée
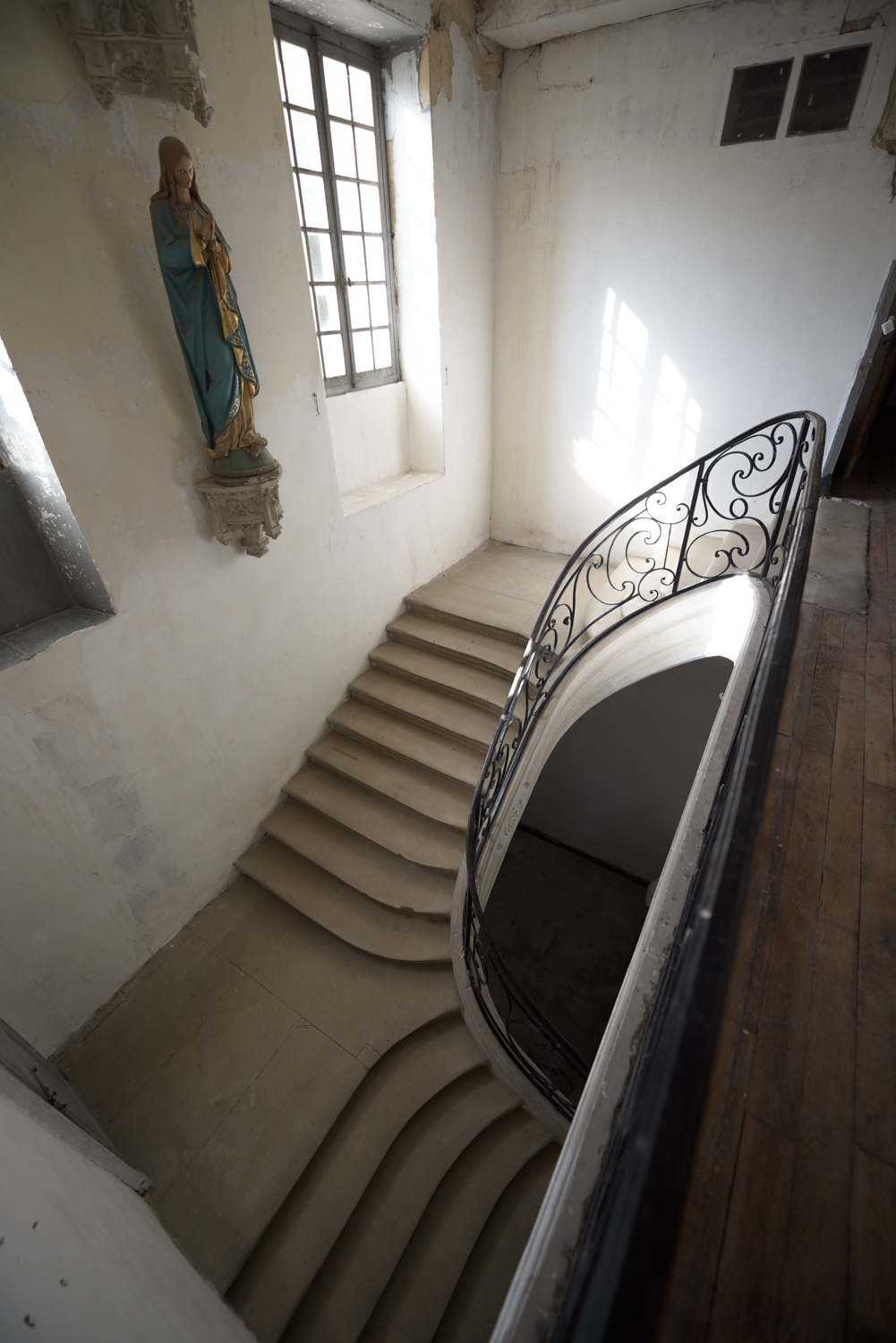
Escalier monumental du XVIIIe siècle
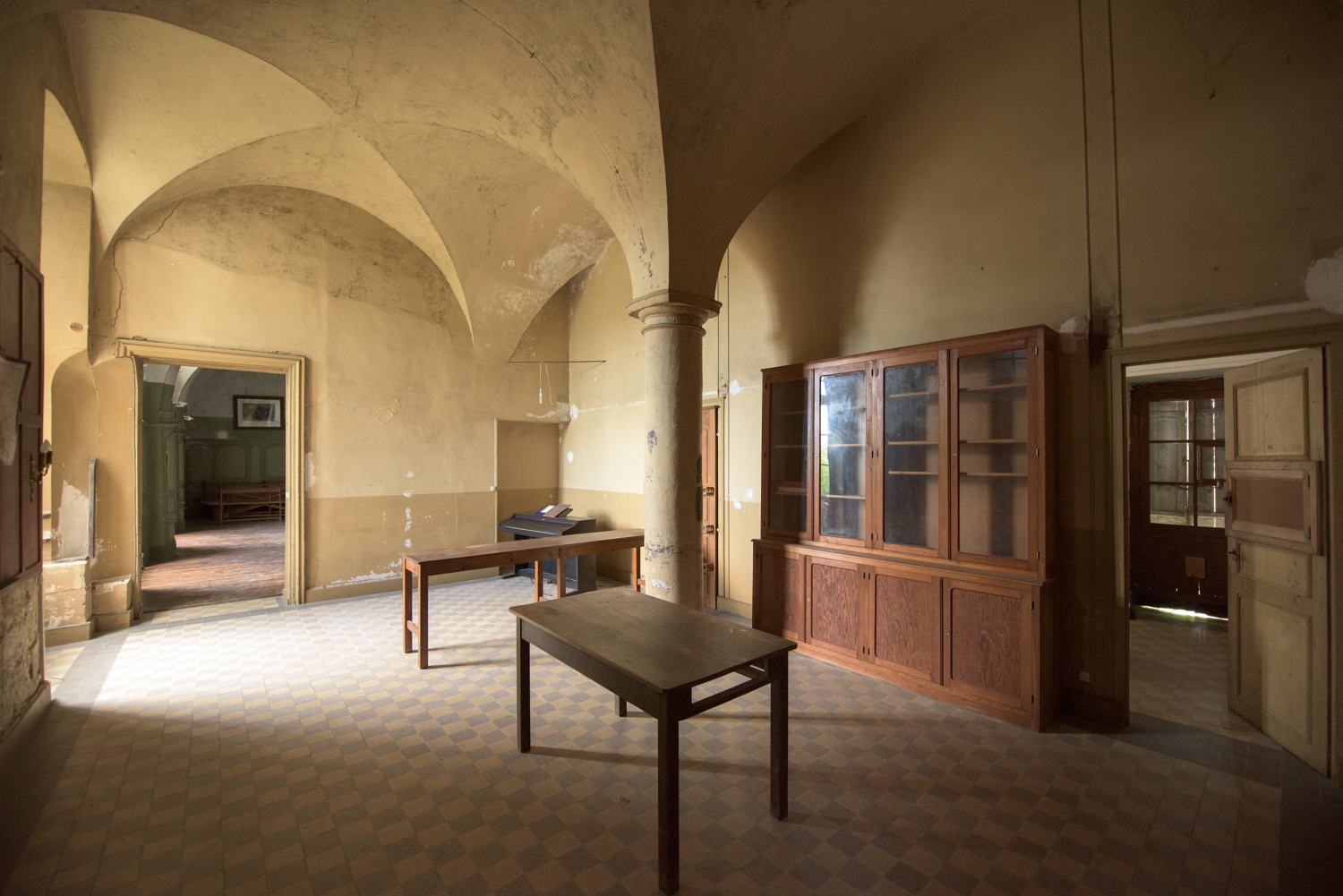
Ancienne cuisine et son pilier central
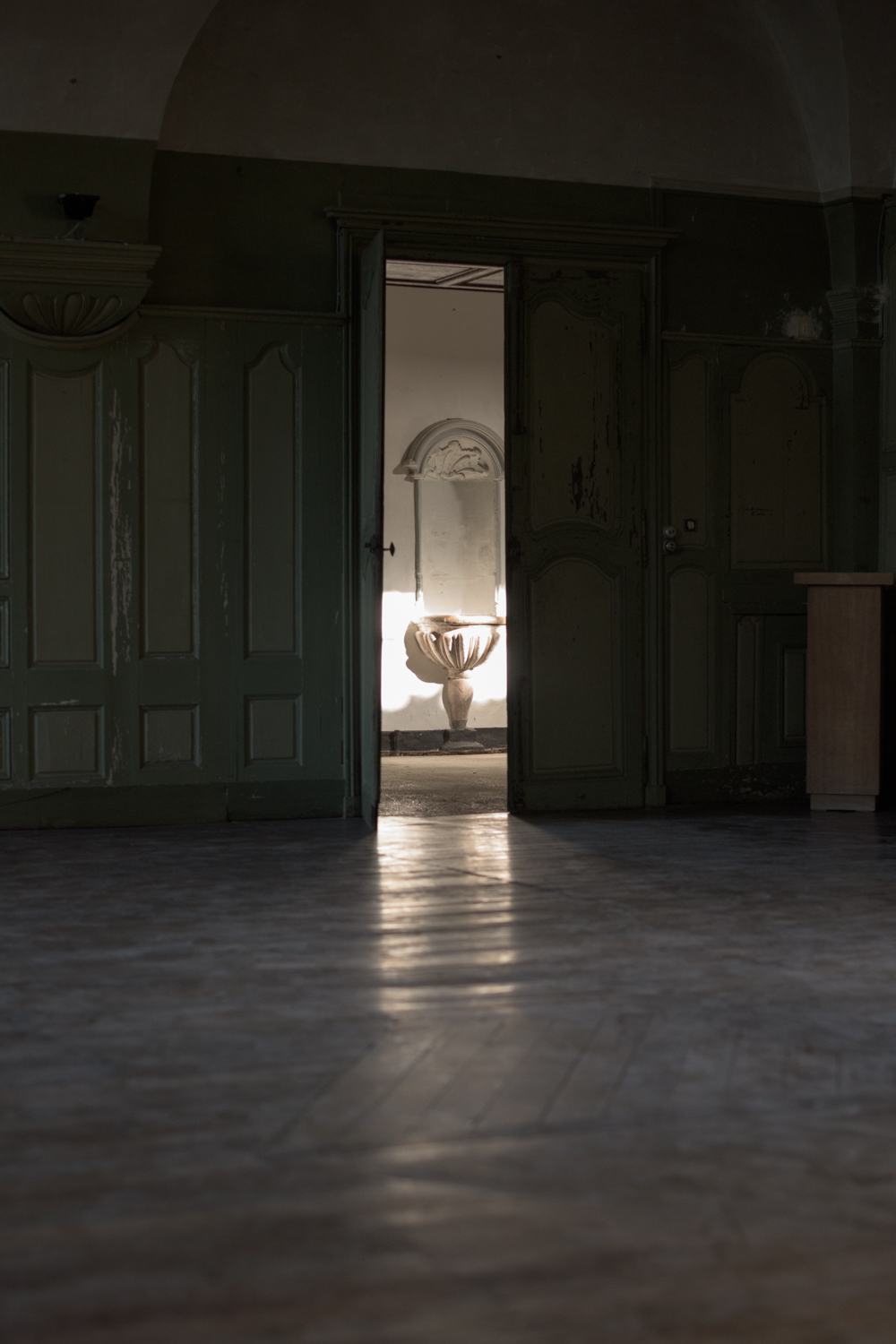
Lave-main (ou "piscine") vu depuis le réfectoire
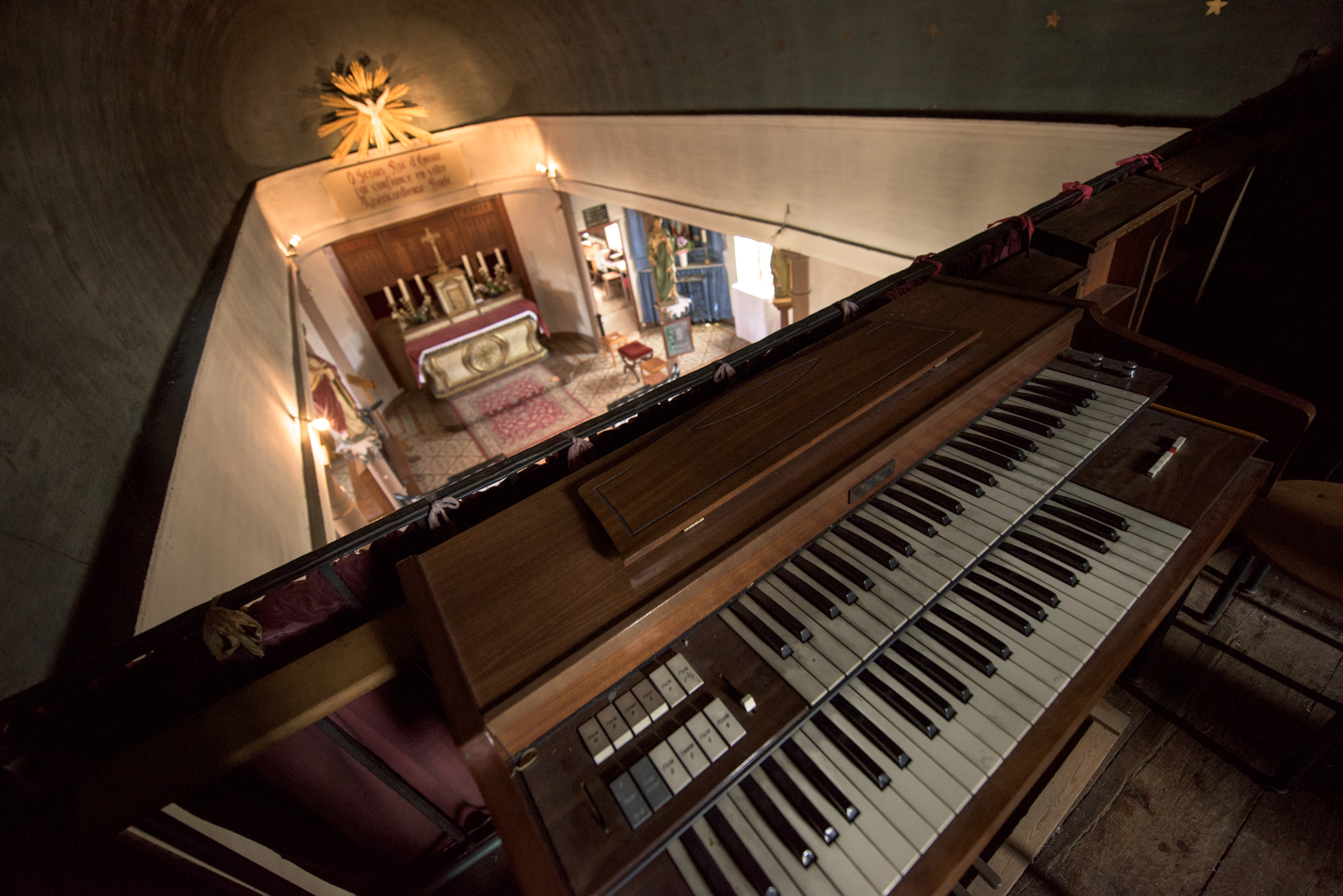
Chapelle vue depuis la tribune
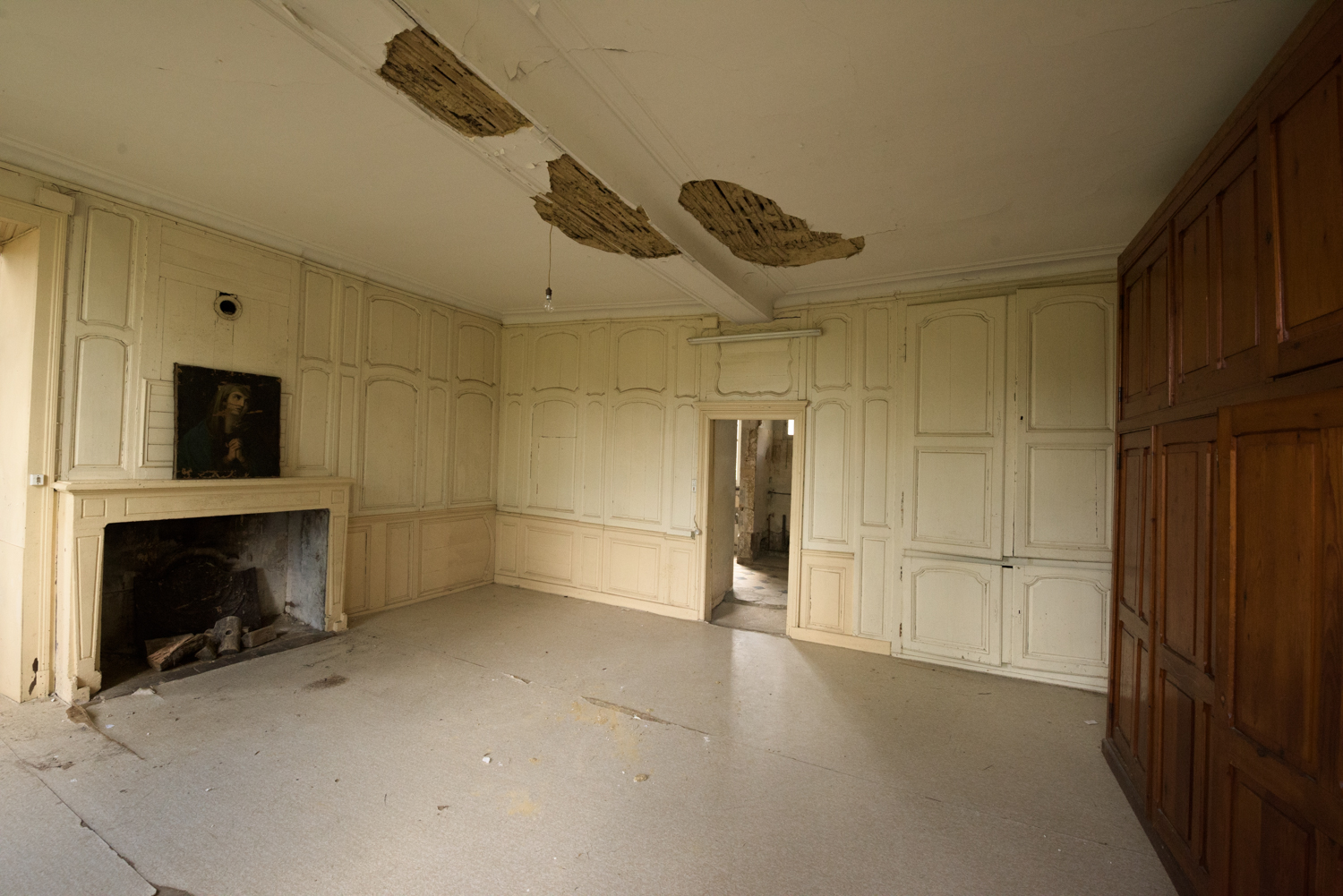
Ancienne chapelle de l'infirmerie
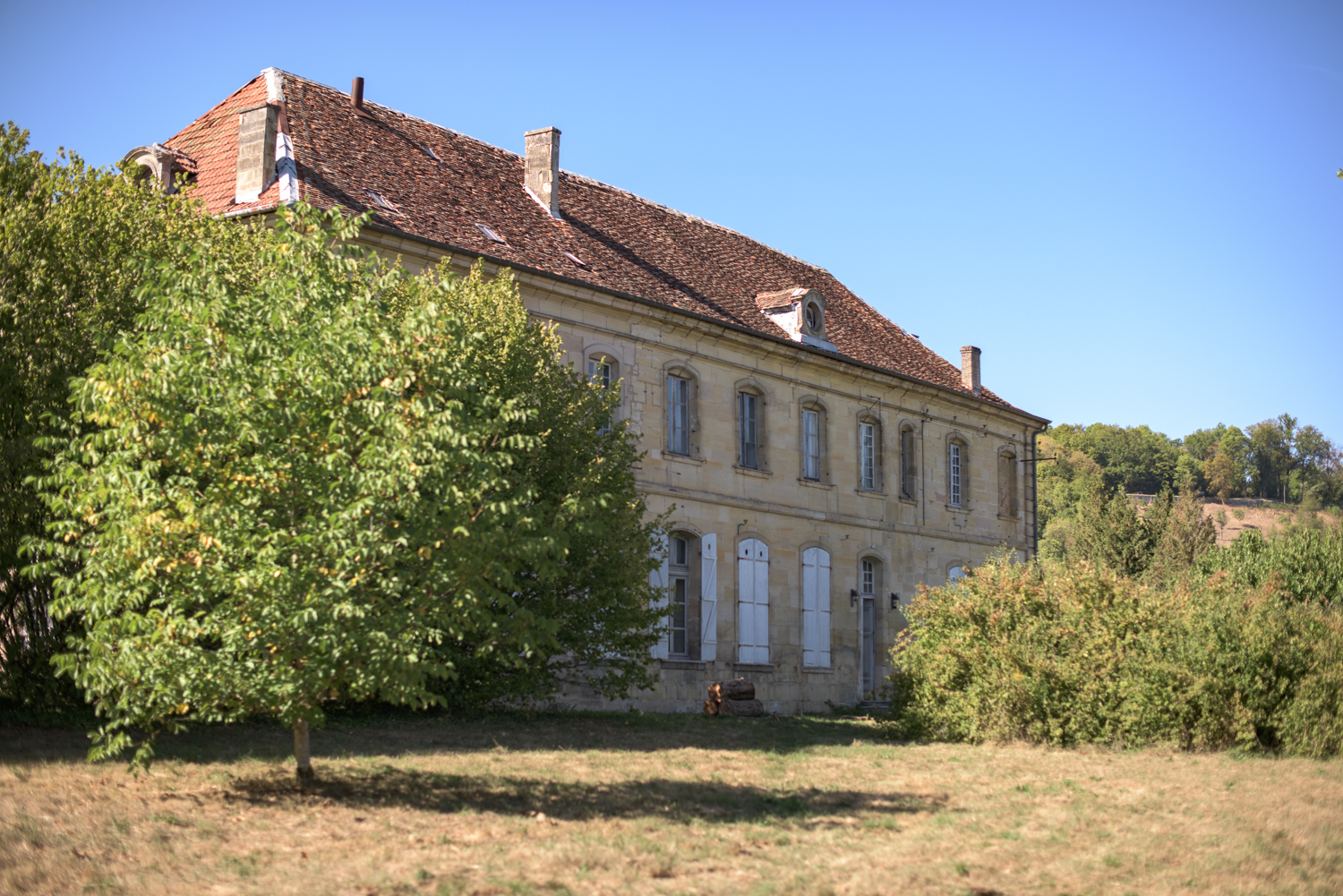
Aile Est abritant l'escalier monumental
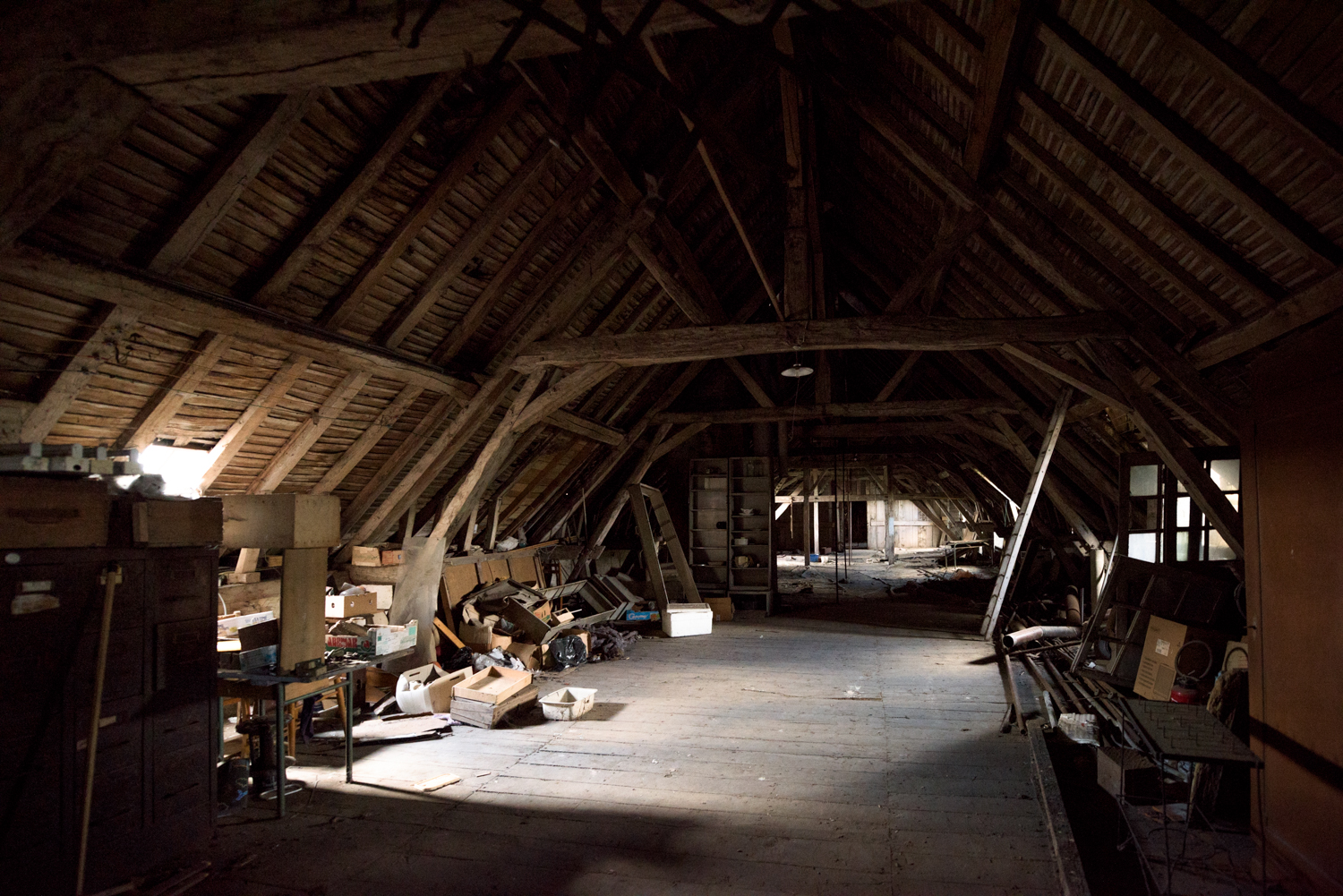
Combles de l'aile Nord
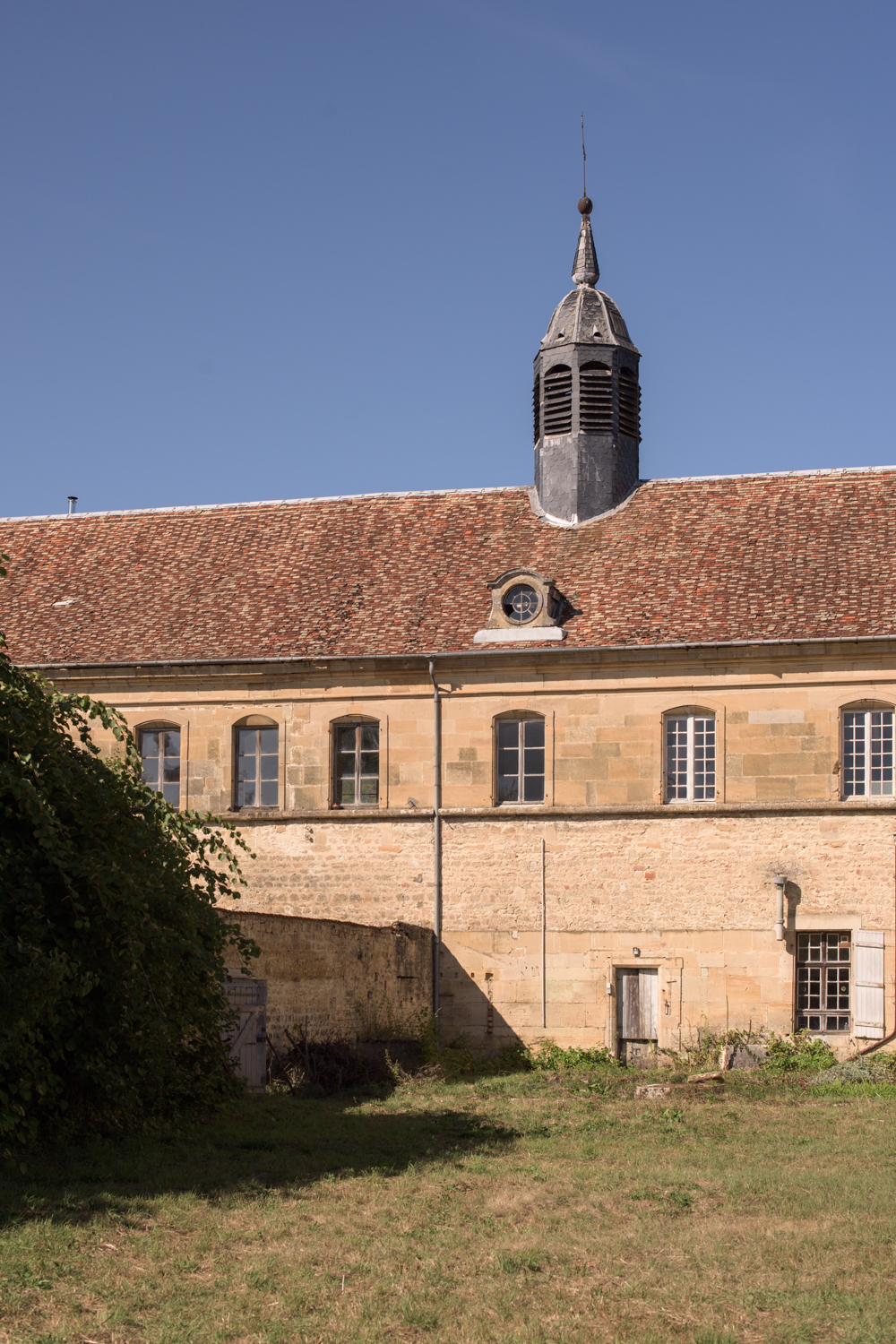
Le campanile qui abrite les cloches
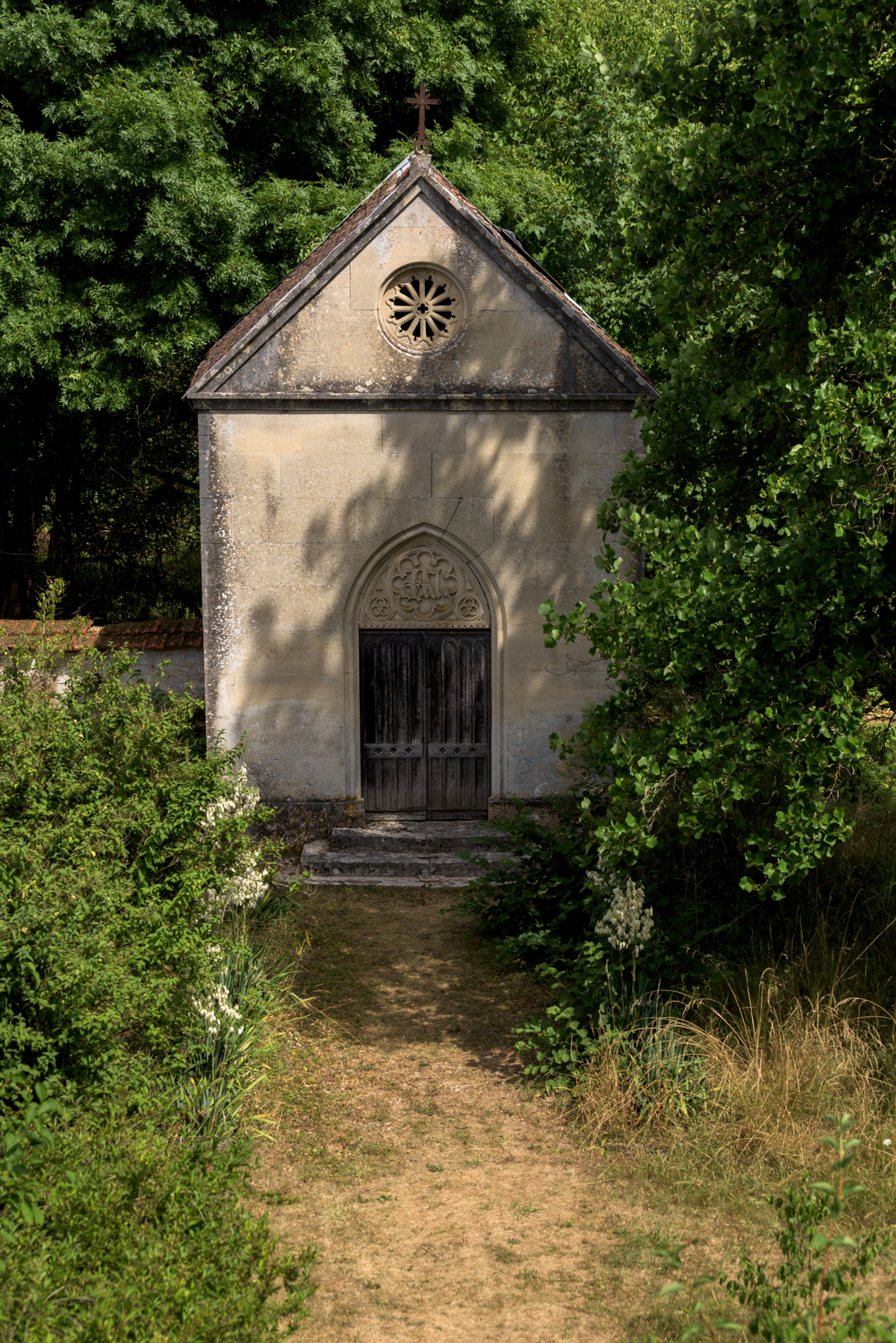
Oratoire situé dans les jardins
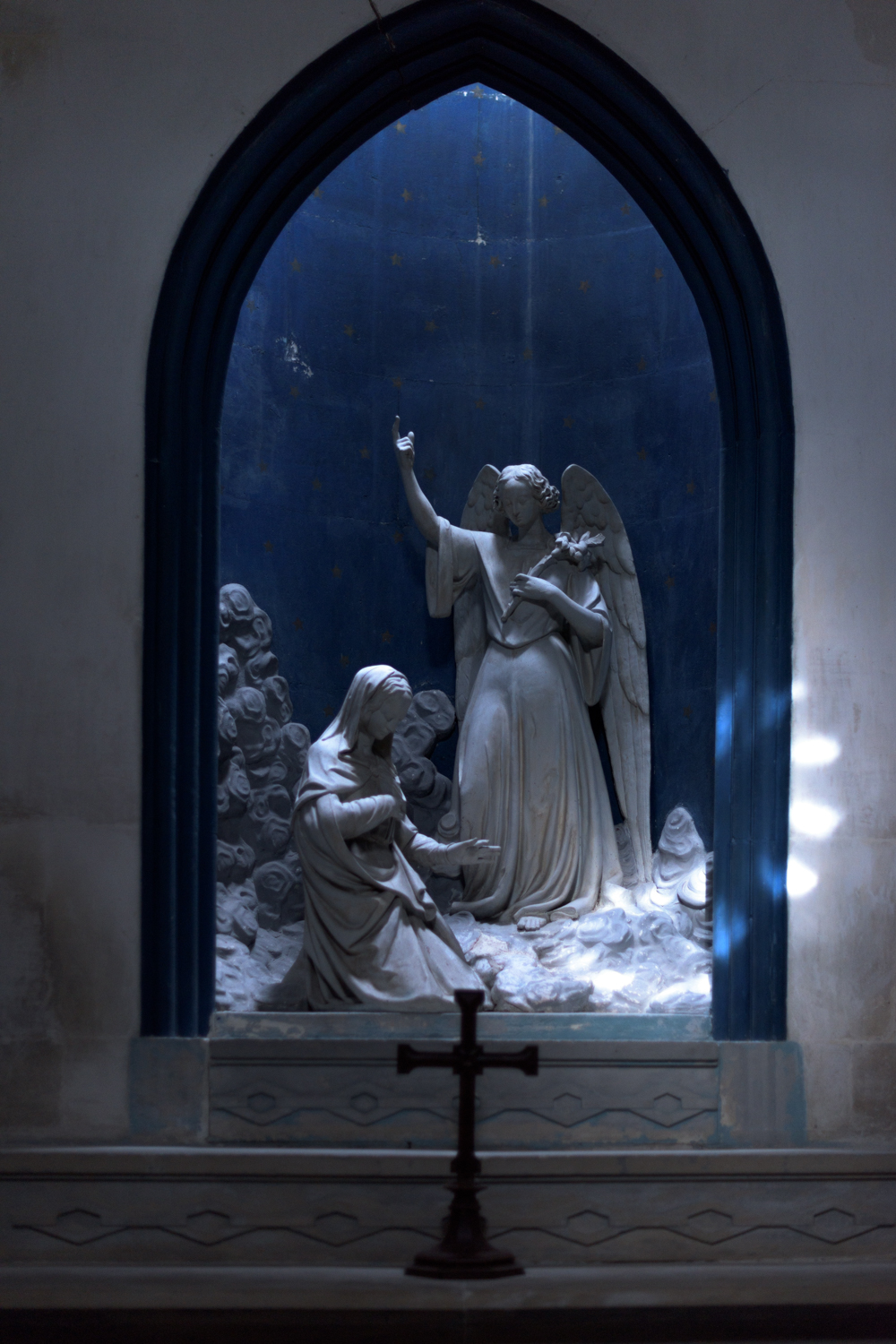
Niche de l'Oratoire des jardins et son jour zénithal